# Хестиеотида
Хестиеотида е една от общо четирите области на Антична Тесалия влязла в състава на тесалийската тетрархия.
Територията ѝ в общи линии съвпада с тази на съвременния ном Трикала. Главен град на Хестиеотида била Трика, съществувала на мястото на съвременна Трикала.
Страбон в своята „География“ уточнява, че Хестиеотида и Долопия съставлявали Горна Тесалия, която била в права линия с Горна Македония, така както била разположена и Долна Тесалия спрямо Долна Македония. 